# Depressione di Turfan

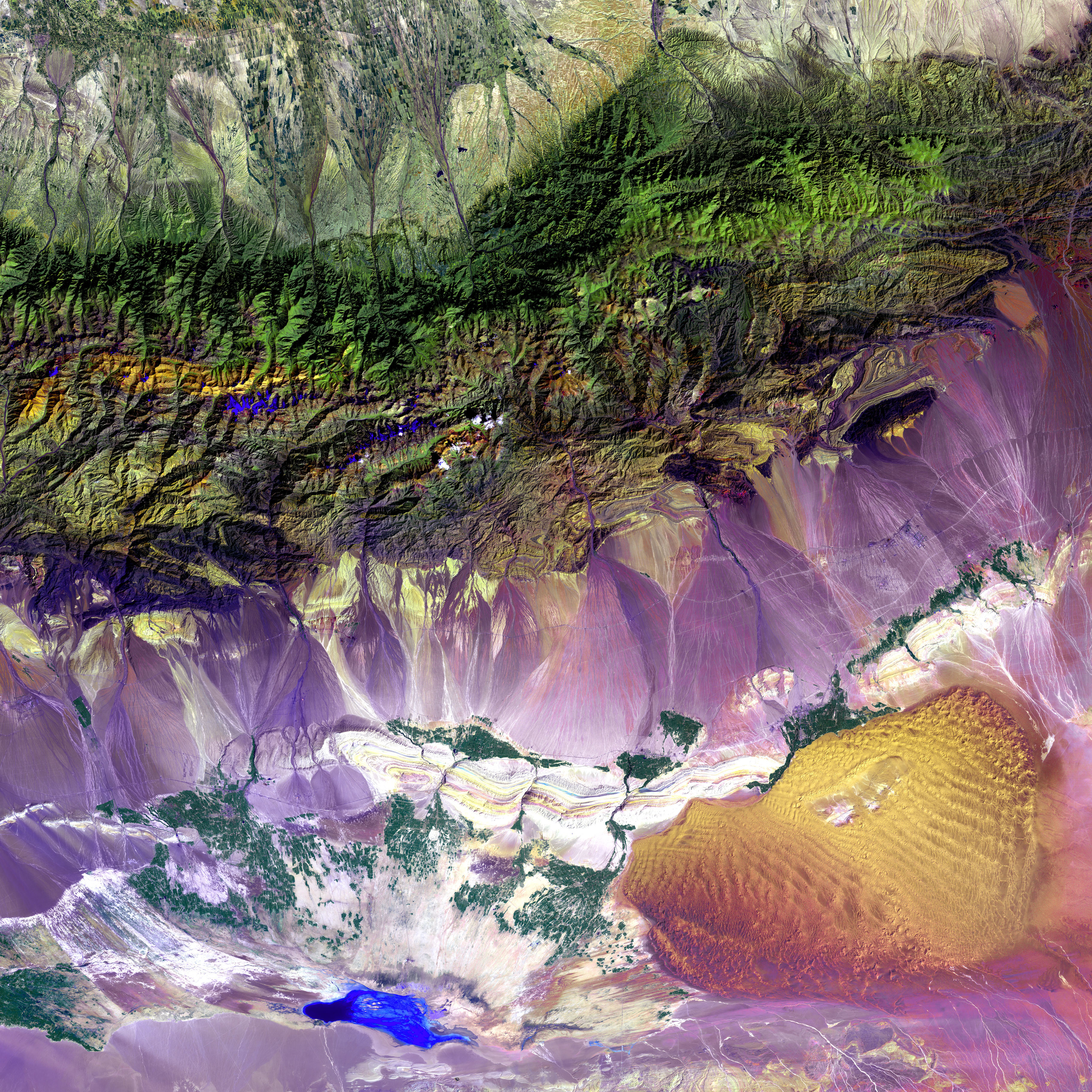
La depressione di Turfan in un'immagine satellitare.

La depressione di Turfan (cinese: 吐鲁番盆地; pinyin: Tulufan Pendi; romanizzazione Wade-Giles: T'u-lu-f'an P'en-ti), nota anche come bacino di Turpan, è un profondo bacino montano della Regione Autonoma Uigura dello Xinjiang, in Cina nord-occidentale. La depressione di Turfan è una fossa tettonica limitata da faglie la cui massima profondità raggiunge i 155 m al disotto del livello del mare (il punto più basso della Cina), mentre le limitrofe aree del fiume Tarim e del Lop Nur si trovano ad altitudini comprese tra i 600 e i 900 m sul livello del mare. Il bacino occupa un'area di circa 50.000 km².
Il bacino giace tra i monti Bogda a nord e la sezione settentrionale dei monti Kuruktag a sud. Entro questa depressione un'altra faglia importante forma i monti Qoltag, che dividono il bacino in due sezioni. La sezione settentrionale forma la zona ai piedi dei monti Bogda. Quest'area, posta a circa 150 m sul livello del mare, drena le sue acque verso la più bassa depressione meridionale attraverso ripide gole simili a canyon. Il bacino inferiore, che un tempo ospitava un lago permanente, declina verso sud, ove si trova una palude salata chiamata lago Ayding (o Aydingkol).
L'intero bacino è irrigato, sia (a nord) con acque superficiali che (a sud) con la tecnica persiana dei tunnel che incanalano l'acqua sotterranea proveniente dalle zone più elevate. La regione presenta grandi escursioni climatiche: la temperatura mensile media è di -10 °C in gennaio e di 32 °C in luglio. Anche le escursioni termiche giornaliere, tuttavia, possono essere enormi. La temperatura più alta registrata in Cina, 48 °C, è stata rilevata nella città di Turfan (o Turpan) nella parte settentrionale del bacino, mentre quella più bassa, -52 °C, a Fuyun, non lontano da Turfan. Nella depressione le precipitazioni sono molto scarse, e cadono appena 16–30 mm di pioggia all'anno. Le temperature estreme e le tempeste di sabbia costituiscono i principali problemi per gli abitanti del bacino.
Il bacino è intensivamente coltivato ed è ben rinomato per le sue uve e per i meloni di Hami. Vengono prodotti anche cocomeri, mele, pesche, albicocche, noci, cereali (specialmente frumento), cotone e seta. Gran parte degli abitanti sono Musulmani Uiguri. Il campo petrolifero Tu-Ha (Turfan-Hami), che si estende attraverso il bacino di Turfan e il vicino bacino di Hami (più a est), produce sia petrolio che gas naturale e gioca un ruolo importante nello sviluppo economico e sociale della regione.
La parte settentrionale della depressione, più elevata, costituisce una sorta di sentiero naturale che veniva sfruttato come rotta commerciale già dall'antichità; attraverso tale zona, infatti, si snodava la favolosa Via della Seta; essa conduce, verso sud-est, alla rotta commerciale nota come corridoio di Hexi (o del Gansu). I principali centri abitati della depressione sono le città di Turfan a nord e di Toksun (o Tuokexun) all'estremità occidentale.